# سیستم تفتیشی
سیستم تفتیشی یک سیستم حقوقی است که در آن دادگاه، یا بخشی از دادگاه، به‌طور فعال در تحقیق دربارهٔ حقایق پرونده مشارکت دارد. این سیستم با سیستم ترافعی متفاوت است که نقش دادگاه عمدتاً به‌عنوان داور بی‌طرف بین دادستان و وکیل مدافع تعریف می‌شود.
سیستم‌های تفتیشی عمدتاً در کشورهایی با سیستم حقوق مدنی مانند فرانسه و ایتالیا یا سیستم‌های حقوقی مبتنی بر شریعت اسلامی مانند عربستان سعودی و ایران دارد به کار می‌رود و سیستم‌های حقوق کامن لا آن را به کار نمی‌برند. این سیستم در اروپای قاره‌ای، آمریکای لاتین، کشورهای آفریقایی که قبلاً تحت استعمار بریتانیا نبوده‌اند، آسیای شرقی (به‌جز هنگ‌کنگ)، هندوچین، تایلند و اندونزی رایج است. بیشتر کشورهایی که از سیستم تفتیشی استفاده می‌کنند همچنین نوعی از قانون مدنی را به‌عنوان منبع اصلی حقوق خود دارند. کشورهای دارای سیستم کامن لا مانند ایالات متحده آمریکا ممکن است برای جلسات رسیدگی و بازپرسی که در آن متهم پیش از جلسه رسمی دادگاه برابر قاضی حضور پیدا می‌کند یا برای بررسی تخلفات جزئی یا مواردی مانند نقض جزئی قوانین رانندگی از سیستم تفتیشی استفاده کنند.
تفاوت بین سیستم ترافعی و تفتیشی از نظر تئوریک با تفاوت بین سیستم حقوق مدنی و کامن لا مرتبط نیست. برخی از اندیشمندان حقوقی، اصطلاح تفتیشی را گمراه‌کننده می‌دانند و ترجیح می‌دهند از واژه غیرترافعی استفاده کنند. در کشورهایی مانند چین، ژاپن و آلمان این وظیفه اغلب به دفتر دادستان عمومی سپرده شده است.

## نمای کلی
در یک سیستم تفتیشی قاضی یا قضات دادگاه (در صورت جرایم سنگین) به‌عنوان بازپرس عمل می‌کنند و با پرسیدن سؤالات از وکلای مدافع، دادستان‌ها و شاهدان، فعالانه در تحقیقات عمومی برای یافتن حقیقت مشارکت می‌کنند. آن‌ها حتی می‌توانند دستور بررسی شواهد خاصی را صادر کنند اگر ارائه شواهد توسط دفاع یا دادستان را ناکافی بدانند. پیش از رسیدگی به پرونده در دادگاه قضات تحقیق (juges d'instruction در فرانسه) در تحقیقات پرونده شرکت می‌کنند و معمولاً شواهد ارائه‌شده توسط پلیس را بررسی کرده و با دادستان مشورت می‌کنند.
سیستم تفتیشی به مسائل رویه‌ای نه به حقوق ماهوی در رسیدگی‌های کیفری اعمال می‌شود؛ به این معنا که این سیستم نحوه انجام تحقیقات و محاکمات کیفری را تعیین می‌کند و کاری به نه نوع جرایمی که فرد می‌تواند برای آن تحت پیگرد قرار گیرد یا مجازات‌های مربوط به آن ندارد. این سیستم بیشتر در برخی سیستم‌های حقوق مدنی به‌کار می‌رود. با این حال برخی از حقوق‌دانان این تفکیک را به رسمیت نمی‌شناسند و رویه و روابط حقوقی ماهوی را به‌عنوان اجزای مرتبط و بخشی از نظریه عدالت می‌دانند که در فرهنگ‌های حقوقی مختلف به‌طور متفاوت اعمال می‌شود.
در یک سیستم ترافعی قضات بر مسائل حقوقی و رویه‌ای تمرکز دارند و به‌عنوان داور در رقابت بین دفاع و دادستان عمل می‌کنند. هیئت‌منصفه دربارهٔ مسائل واقعی و گاهی مسائل حقوقی تصمیم‌گیری می‌کند. نه قاضی و نه هیئت‌منصفه نمی‌توانند تحقیقات را آغاز کنند و قضات به‌ندرت در طول محاکمه به‌طور مستقیم از شاهدان سؤال می‌پرسند. در برخی از حوزه‌های قضایی ایالات متحده معمول است که اعضای هیئت‌منصفه سؤالاتی را به دادگاه ارائه دهند که به نظر آن‌ها در بازجویی مستقیم یا متقابل حل نشده است. پس از ارائه شهادت و دیگر شواهد و خلاصه‌سازی آن‌ها در مباحثات، هیئت منصفه رأی نهایی خود را اعلام می‌کند و در برخی حوزه‌های قضایی، استدلال‌هایشان را برای چنین حکمی بیان می‌کند؛ با این حال، گفتگوهای میان اعضای هیئت‌منصفه تنها در موارد استثنایی می‌تواند عمومی شوند.
تجدیدنظر بر اساس مسائل واقعی مانند کافی بودن مجموع شواهدی که به درستی پذیرفته شده است. درخواست تجدیدنظر تحت یک استاندارد بررسی قرار دارد که در بیشتر حوزه‌های قضایی به قضاوت قاضی یا هیئت‌منصفه در دادگاه احترام می‌گذارد. برای نمونه عدم افشای شواهد توسط دادستان به دفاع یا نقض حقوق قانونی متهم (مانند نمایندگی حقوقی، حق سکوت، و محاکمه علنی و عمومی) می‌تواند منجر به رد پرونده یا تجدید محاکمه شود. در برخی از حوزه‌های قضایی ترافعی (مانند ایالات متحده، و انگلستان و ولز)، دادستان نمی‌تواند علیه رأی «بی‌گناهی» درخواست تجدیدنظر کند (مگر در موارد فساد یا تخلفات شدید دادگاه).
در سیستم‌های ترافعی متهم ممکن است در ازای کاهش مجازات، به جرم خود «اقرار» کند یا تصمیم بگیرد به جرم خود «اعتراض» نکند؛ این رویه به‌عنوان توافق اقراری یا توافق با اقرار شناخته می‌شود که در ایالات متحده بسیار رایج است. در این صورت معمولاً متهم باید جرایم خود را در دادگاه علنی اعلام کند و قاضی باید باور داشته باشد که متهم دربارهٔ گناه خود حقیقت را می‌گوید. در یک سیستم تفتیشی، اقرار به گناه به‌عنوان دلیلی برای رأی گناهکارانه تلقی نمی‌شود. دادستان موظف است شواهدی را ارائه دهد که از رأی گناهکارانه حمایت کند. اما این الزام منحصر به سیستم‌های تفتیشی نیست؛ زیرا بسیاری از سیستم‌های ترافعی نیز الزام مشابهی را تحت عنوان «هستی جرم» (corpus delicti) اعمال می‌کنند.

## تاریخچه
تا پیش از گسترش تفتیش عقاید کاتولیک در قرون وسطی در قرن دوازدهم، سیستم‌های حقوقی مورد استفاده در اروپا معمولاً بر سیستم ترافعی متکی بودند تا مشخص کنند آیا شخصی باید محاکمه شود و آیا مجرم یا بی‌گناه است. بر اساس این سیستم افراد افراد یا باید در حین ارتکاب جرم دستگیر می‌شدند یا می‌بایست قربانی رسماً آنها را متهم می‌کرد و تعداد کافی از شاهدان که داوطلب به شهادت شده‌اند به ارتکاب جرم شهادت دهند یا جرم آنها به شکل تفتیشی (که نوع اولیه‌ای از هیئت منصفه بود) که به‌طور خاص برای این منظور تشکیل شده بود بررسی شود و رسماً محکوم شوند. یکی از ضعف‌های این سیستم این بود که به‌دلیل اتکای آن به حضور داوطلبانه شاهدان و تبعات قانونی شهادت نادرست شهادتی که نتوان آن را تأیید کرد، قربانیان و شاهدان احتمالی ممکن بود به‌دلیل ترس از این که خود گرفتار شوند از شکایت به داداگاه یا شهادت در دادگاه خودداری کنند. به‌دلیل این مشکلات در تصمیم‌گیری پرونده‌ها، روش‌هایی نظیر ور (یک شیوه قضاوت) یا قضاوت با نبرد پذیرفته شده بود.
پاپ اینوسنت سوم از سال ۱۱۹۸ مجموعه‌ای از فرمان‌های اصلاحی صادر کرد که سیستم دادگاه‌های کلیسایی را تغییر داد. تحت روش جدید processus per inquisitionem (رویه تفتیشی) دیگر یک قاضی کلیسایی برای احضار و محاکمه یک متهم نیازی به اتهام رسمی نداشت. در عوض یک دادگاه کلیسایی می‌توانست به ابتکار خود شاهدان را احضار و بازجویی کند. اگر شهادت (احتمالاً محرمانه) شاهدان کسی را به ارتکاب جرم متهم می‌کرد آن فرد می‌توانست احضار و محاکمه شود. در سال ۱۲۱۵ چهارمین شورای لاتران استفاده از سیستم تفتیشی را تأیید کرد. این شورا روحانیون را از انجام محاکمه‌های ور یا قضاوت با نبرد ممنوع کرد.
در نتیجه در بخش‌هایی از اروپا دادگاه‌های کلیسایی که تحت روش تفتیشی عمل می‌کردند، به روش غالب برای حل‌وفصل اختلافات تبدیل شدند. در فرانسه، دادگاه‌های سکولار موسوم به parlements نیز از رویه‌های تفتیشی استفاده می‌کردند.
اما در انگلستان شاه هنری دوم در دهه ۱۱۶۰ دادگاه‌های سکولار جداگانه‌ای تأسیس کرده بود. در حالی که دادگاه‌های کلیسایی انگلستان، مانند همتایان خود در قاره اروپا، سیستم تفتیشی را پذیرفتند، دادگاه‌های سکولار کامن لا همچنان تحت سیستم ترافعی عمل می‌کردند. اصل ترافعی که بر اساس آن شخص نمی‌توانست محاکمه شود مگر آنکه رسماً متهم می‌شد، برای اکثر پرونده‌های کیفری همچنان اعمال می‌شد. در سال ۱۲۱۵ این اصل به‌عنوان ماده ۳۸ منشور کبیر به رسمیت شناخته شد: «هیچ مقام قانونی در آینده نباید بر اساس شکایت صرفاً خود، کسی را به قانون بسپارد، مگر با شاهدان معتبر که برای این منظور ارائه شوند.»
امپراتوری مقدس روم اولین قلمرویی بود که کاملاً سیستم تفتیشی را پذیرفت. فرایند حقوقی جدید آلمان به‌عنوان بخشی از اصلاحات وورمز در سال ۱۴۹۸ معرفی شد و سپس Constitutio Criminalis Bambergensis در سال ۱۵۰۷ تصویب شد. با تصویب Constitutio Criminalis Carolina (نظام‌نامه کیفری چارلز پنجم) در سال ۱۵۳۲، رویه‌های تفتیشی به قانون تجربی تبدیل شد. تا زمانی که ناپلئون بناپارت در ۱۶ نوامبر ۱۸۰۸ Code of criminal procedure را معرفی کرد، روش‌های تفتیشی سنتی در تمام سرزمین‌های آلمان پایان یافت.
در توسعه نهادهای مدرن حقوقی در قرن نوزدهم، اغلب حوزه‌های قضایی قوانین خصوصی و کیفری خود را کدگذاری کردند و قواعد رویه‌های مدنی را نیز بازنگری و کدگذاری کردند. این توسعه باعث شد که نقش سیستم تفتیشی در اکثر سیستم‌های حقوقی مدنی اروپایی به رسمیت شناخته شود. با این حال، تفاوت‌های قابل‌توجهی در روش‌ها و رویه‌های عملی بین دادگاه‌های رژیم کهن قرن ۱۸ و دادگاه‌های قرن ۱۹ وجود داشت. به‌ویژه، محدودیت‌هایی بر اختیارات محققان اعمال شد و حقوق دفاع افزایش یافت.
اینکه گفته شود حقوق مدنی صرفاً تفتیشی و کامن لا صرفاً سیستم ترافعی است بیش از حد ساده‌سازی است. سنت قدیمی داوری رومی اکنون در بسیاری از حوزه‌های قضایی کامن لا به شکلی تفتیشی‌تر سازگار شده است. در برخی از سیستم‌های مختلط حقوق مدنی، نظیر اسکاتلند، کبک، و لوئیزیانا در حالی که حقوق ماهوی طبیعت و تکامل مدنی دارد، قوانین رویه‌ای که طی چند صد سال اخیر توسعه یافته‌اند بر اساس سیستم ترافعی انگلیسی بوده‌اند.

## کارکردهای مدرن سیستم تفتیشی

### فرانسه
ویژگی اصلی سیستم تفتیشی در عدالت کیفری فرانسه و دیگر کشورهایی که به شیوه‌ای مشابه عمل می‌کنند، نقش قاضی تحقیق یا بازپرس (juge d'instruction) است که همچنین به‌عنوان قاضی دادگستری شناخته می‌شود. قاضی تحقیق وظیفه بررسی جرایم جدی یا تحقیقات پیچیده را بر عهده دارد. به‌عنوان عضوی از قوه قضائیه، او مستقل بوده و خارج از حوزه قوه مجریه فعالیت می‌کند و بنابراین جدا از دادسرای عمومی (Office of Public Prosecutions) است که تحت نظارت وزیر دادگستری قرار دارد.
با وجود توجه زیاد رسانه‌ها و نمایش مکرر در سریال‌های تلویزیونی، قضات تحقیق تنها در اقلیت کوچکی از پرونده‌ها فعال هستند. در سال ۲۰۰۵، در فرانسه ۱٫۱ میلیون حکم کیفری صادر شد، در حالی که فقط ۳۳٬۰۰۰ پرونده جدید توسط قضات تحقیق بررسی شد. بنابراین اکثریت قریب به اتفاق پرونده‌ها به‌طور مستقیم توسط نهادهای مجری قانون (پلیس و ژاندارمری) تحت نظارت دادسرای عمومی (procureurs) بررسی می‌شوند.
قضات تحقیق برای جرایم جدی مانند قتل و تجاوز و جرایم پیچیده نظیر اختلاس، سوءاستفاده از بودجه عمومی، و فساد استفاده می‌شوند. پرونده ممکن است یا توسط دادستان عمومی (procureur) یا در موارد نادرتر، توسط قربانی (که می‌تواند حتی در صورت ناکافی بودن اتهامات به‌نظر دادستان عمومی، تحقیق را درخواست کند) به قاضی تحقیق ارجاع شود.
قاضی تحقیق شاهدان را بازجویی، مظنونان را بازپرسی، و برای سایر تحقیقات دستور بازرسی صادر می‌کند. نقش او تعقیب متهم نیست، بلکه گردآوری حقایق است و از این رو وظیفه او جستجوی هر نوع مدرکی است، چه مدارک متهم‌کننده و چه تبرئه‌کننده (à charge et à décharge). هم دادستانی و هم دفاع می‌توانند از قاضی بخواهند اقدام کند و می‌توانند تصمیمات قاضی را به دادگاه تجدیدنظر ارجاع دهند. دامنه تحقیق محدود به اختیاری است که توسط دادستانی اعطا شده است: قاضی تحقیق نمی‌تواند به‌طور خودمختار یک تحقیق کیفری را آغاز کند.
قاضی تحقیق در گذشته می‌توانست دستور بازداشت متهم را صادر کند که این اختیار قابل اعتراض بود. با این حال، این اجازه دیگر وجود ندارد و قضات دیگری باید دستور بازداشت را تأیید کنند.
اگر قاضی تحقیق تصمیم بگیرد که پرونده‌ای معتبر علیه یک مظنون وجود دارد، متهم برای محاکمه‌ای خصمانه توسط هیئت منصفه ارسال می‌شود. قاضی تحقیق در دادگاهی که پرونده را بررسی می‌کند شرکت نمی‌کند و از حضور در پرونده‌های آینده‌ای که همان متهم در آنها دخیل است منع شده است. پرونده در دادگاه به شیوه‌ای مشابه دادگاه‌های خصمانه بررسی می‌شود: دادستان (و گاهی شاکی) به دنبال محکومیت متهم هستند، دفاع تلاش می‌کند ادعاهای دادستان را رد کند، و قاضی و هیئت منصفه نتیجه‌گیری خود را بر اساس مدارک ارائه شده در محاکمه انجام می‌دهند.
به‌دلیل تحقیقات قضایی و امکان رد شدن فرایند قضایی توسط متهمان بر اساس دلایل شکلی در مرحله تحقیق، پرونده‌هایی که شواهد ضعیفی دارند معمولاً به مرحله محاکمه نمی‌رسند. از سوی دیگر، اقرار به جرم و توافق طرفین دعوی تقلیل مجازات تا مدتی پیش در قانون فرانسه ناشناخته بود. این موارد تنها برای جرایمی پذیرفته می‌شوند که دادستانی خواستار مجازاتی بیش از یک سال حبس نباشد؛ بنابراین، اکثر پرونده‌ها به محاکمه می‌روند، از جمله پرونده‌هایی که در آنها دادستانی تقریباً از محکومیت اطمینان دارد. در کشورهایی مانند ایالات متحده، این نوع پرونده‌ها معمولاً با توافق‌نامه تقلیل مجازات حل‌وفصل می‌شوند.

## انواع دیگر

### عدالت اداری
مانند شورای دولتی (Conseil d'État) در دادگاه‌های اداری، رویه‌های دادرسی به‌شدت جنبه تفتیشی دارند. بیشتر این روند به‌صورت کتبی انجام می‌شود؛ شاکی به دادگاه می‌نویسد و دادگاه توضیحاتی از اداره یا خدمات عمومی مربوطه درخواست می‌کند؛ پس از پاسخ، دادگاه ممکن است جزئیات بیشتری از شاکی درخواست کند و غیره. هنگامی که پرونده به اندازه کافی تکمیل شد، دادخواست در دادگاه باز می‌شود؛ با این حال، حضور طرفین در جلسه دادگاه الزامی نیست. این روش بازتابی از این واقعیت است که دعاوی اداری عمدتاً دربارهٔ مسائل مربوط به رویه‌های رسمی و جنبه‌های فنی هستند.

### دادگاه‌های تفتیشی در ایالات متحده
برخی رویه‌های اداری در برخی از حوزه‌های قضایی کامن لا در ایالات متحده ممکن است مشابه همتایان حقوق مدنی خود باشند، اما با مدلی بیشتر تفتیشی انجام شوند. برای مثال، دادگاه‌هایی که به تخلفات جزئی ترافیکی در اداره تخلفات ترافیکی شهر نیویورک رسیدگی می‌کنند، در مقابل یک قاضی برگزار می‌شوند که همچنین به‌عنوان دادستان عمل می‌کند. این قضات شاهدان را مورد سؤال قرار می‌دهند و سپس احکام صادر کرده و جریمه‌ها را تعیین می‌کنند.
این نوع دادگاه‌ها یا هیئت‌ها به‌عنوان نوعی عدالت تسریع‌شده عمل می‌کنند که در آن عوامل دولتی تحقیقات اولیه را انجام می‌دهند و وظیفه قاضی تأیید این یافته‌های اولیه از طریق رویه‌ای ساده‌شده است که مقدار مشخصی از دادرسی منصفانه یا عدالت اساسی را تضمین می‌کند. طرف متهم این فرصت را دارد که اعتراضات خود را در پرونده ثبت کند.

## کتابشناسی
- (به ایتالیایی) Antonia Fiori, "Quasi denunciante fama : note sull’introduzione del processo tra rito accusatorio e inquisitorio", in Der Einfluss der Kanonistik auf die europäische Rechtskultur, 3. Strafrecht und Strafprozeß, éd. O. Condorelli, Fr. Roumy, M. Schmoeckel, Cologne, Weimar, Vienne, 2012, p. 351-367, online.
- Richard M. Fraher, " IV Lateran's Revolution in Criminal Procédure: the Birth of inquisitio, the End of Ordeals and Innocent III's Vision of Ecclesiastical Politics ", dans Studia in honorem eminentissimi cardinalis Alphonsi M. Stickler, éd. Rosalius Josephus Castillo Lara, Rome, Librairie Ateneo Salesiano (Pontificia studiorum universitas salesiana, Facilitas juris canonici, Studia et textus historie juris canonici, 7), 1992, p. 97-111.
- (به آلمانی) Lotte Kéry, " Inquisitio-denunciatio-exceptio: Möglichkeiten der Verfahrenseinleitung im Dekretalenrecht ", Zeitschrift der Savigny-Stiftung für Rechtsgeschichte, Kanonistische Abteilung, 87, 2001, p. 226-268.
- Julien Théry, "Fama : Public Opinion as a Legal Category. Inquisitorial Procedure and the Medieval Revolution in Government (12th-14th centuries)", in Micrologus, 32 («'Dicitur'. Hearsay in Science, Memory and Poetry»), 2024, p. 153-193, online.
- Julien Théry-Astruc, "Judicial Inquiry as an Instrument of Centralized Government : The Papacy’s Criminal Proceedings against Prelates in the Age of Theocracy (mid-12th to mid-14th century)", in "Proceedings of the 14th International Congress of Medieval Canon Law", Città del Vaticano, 2016, p. 875-889, online.
- (به آلمانی) Winfried Trusen, " Der Inquisitionsprozess: seine historischen Grundlagen und frühen Formen ", Zeitschrift der Savigny-Stiftung für Rechtsgeschichte, Kanonistische Abteilung, 74, 1988, p. 171-215.

## در ادامه مطلب
- قانون آیین دادرسی کیفری فرانسه (Code de procédure pénale)
  - بخش قانونگذاری
  - بخش نظارتی — مقرراتی که پس از مشاوره شورای دولتی اتخاذ شده است
- تفتیش عقاید OJ: برخورد ایالات متحده با عدالت کیفری قاره ای نوشته مایرون موسکوویتز، مجله حقوق فراملی واندربیلت (نوامبر ۱۹۹۵)